# Степанов, Павел Тихонович
Павел Тихонович Степанов (1839—1908) — русский зоолог.

## Биография
Родился в 1839 году, сын Тихона Фёдоровича Степанова. 
Учился в Харьковском университете по разряду естественных наук и занимался преимущественно зоологией.
По окончании курса в 1861 году был назначен преподавателем Первой харьковской гимназии с прикомандированием к Харьковскому университету для преподавания естественных наук на медицинском факультете и читал минералогию.
В 1862 году был командирован за границу, работал главным образом в лабораториях Рудольфа Лейкарта в Гиссене и Пагенштехера в Гейдельберге. Посетил многие зоологические учреждения Германии, Парижа и Лондона, занимался изучением строения морских животных в Италии (Специа) и на острове Гельголанде. В 1864 году вернулся в Россию.
В 1865 году получил степень магистра зоологии, после чего был определён доцентом Харьковского университета при кафедре зоологии, читал сравнительную гистологию и курс анатомии человека.
В степени доктора зоологии был утверждён в 1868 году. В 1869 году определён профессором по кафедре зоологии. С 1873 года получил в заведование зоологический кабинет университета, который он широко использовал кабинет для практических занятий со студентами.
П. Т. Степанов принимал участие в деятельности земства, предоставляя доклады на земских собраниях, особенно на съездах, которые собирались по вопросу о вредных насекомых, главных образом — хлебного жука, в конце 1870-х и в начале 1880-х годов.
С 1887 по 1891 год был деканом физико-математического факультета. В 1890—1893 гг. читал курс биологии животных.
С 1894 года состоял председателем правления Харьковского общества грамотности.
Умер 9 (22) марта 1908 года.